# Davids Kirke
Davids Kirke (også Davidskirken) ligger i Koldinggade på Østerbro i Københavns Kommune.

## Historie
Kirkens arkitekt var Johan Nielsen.
Kirken, der er Københavns mindste, er en tidlig og typisk Kirkefondskirke, som kan være i brug alle ugens dage med både gudstjenester og et frodigt menighedsliv. Efter at have været blandt stiftets lukningstruede kirker besluttede Københavns biskop og stiftsråd i begyndelsen af maj 2013 at tage Davids Kirke af listen over kirker, der var indstillede til lukning.

## Billeder
- Indgangsportal.
- Kirkerummet.
- Kirkerummet.
- Kirkerummet set fra alteret.
- Altermaleri af Bebudelsen; Gabriel, Maria og helligåndsdue.
- Prædikestol.
- Døbefont.
- Orgel.
- Kirkeskibet Neptunus.

## Eksterne kilder og henvisninger
- Wikimedia Commons har flere filer relateret til Davids Kirke
- Davidskirken Arkiveret 31. januar 2011 hos  Wayback Machine hos nordenskirker.dk
- Davidskirken Arkiveret 19. september 2015 hos  Wayback Machine hos KortTilKirken.dk